# Герб Жуковського
Міський округ Жуковський Московської області РФ має власний герб та прапор, які є офіційними символами міста.

## Опис герба
У лазурному (синьому, блакитному) полі три широких наконечника стріл (два і один), які суроводжуються вписаними по бокам крилами, всі фігури золоті.

## Обґрунтування
Місто Жуковський названо на честь російського вченого у галузі механіки, одного з основоположників сучасної гідроаеродинаміки, організатора перших російських авіаційних науково-дослідних установ професора Миколи Жуковського (1847–1921). На території міста працює Центральний аерогідродинамічний інститут ім. М. Є. Жуковського (ЦАГІ), льотно-дослідницький інститут імені М. М. Громова, що показано у гербі крилами — узагальненим символом повітроплавання. Головними фігурами герба є золоті наконечники стріл — один з давніших символів зброї, цілеспрямованості, твердості та мужности. Три стріли уособлюють в собі ідею злету, алегорично відображають профіль міста Жуковського — конструювання, побудови і випробування військових літаків.
Золото символізує багатство, справедливість, повагу, великодушність. Лазурне поле щита відповідає небу. Лазур — символ високих устремлінь, мислення, щирості та добропорядності.

## Затвердження
Герб міста Жуковський затверджений 25 квітня 2002 року рішенням Ради депутатів міста. Герб внесений в Державний геральдичний реєстр під №959. 
Автори герба: І.Гончар і К.Моченов.
 